# Soyouz MS-15
Soyouz MS-15 (en russe : Союз МС-15) est une mission spatiale dont le lancement a lieu le 25 septembre 2019 grâce à un lanceur Soyouz et une capsule du même nom. Soyouz MS-15 est le 143e vol habité d'un engin spatial du programme Soyouz et le 140e mis en orbite. Le vaisseau conduit deux spationautes jusqu'à la Station spatiale internationale (ISS) afin qu'ils participent aux expéditions 61 et 62, ainsi que le premier cosmonaute émirati dans l'espace.

## Contexte
Le premier cosmonaute émirati doit initialement décoller en mars 2019, à bord du Soyouz MS-12 et rentrer une dizaine de jours plus tard à bord du Soyouz MS-10. Mais l'échec du lancement de ce dernier en octobre 2018 contrarie ces plans : le vaisseau de retour n'est pas disponible. Il est décidé de reporter la mission d'Hazza Al Mansouri au 25 septembre 2019. Celui-ci décolle à bord du Soyouz MS-15, passe 8 jours dans l'ISS puis rentre sur Terre avec Alexeï Ovtchinine et Nick Hague à bord du Soyouz MS-12 le 3 octobre 2019.

## Équipage
- Commandant : Oleg Skripotchka (3),  Russie, Roscosmos.
- Ingénieur de vol 1 : Jessica Meir (1),  États-Unis, NASA.
- Ingénieur de vol 2 :
  - aller : Hazza Al Mansouri (1),  Émirats arabes unis, centre spatial Mohammed bin Rashid ;
  - retour : Andrew Morgan (1),  États-Unis, NASA.

Le nombre entre parenthèses est le nombre de vols effectués, Soyouz MS-15 compris.

### Équipage de réserve
- Commandant : Sergueï Ryjikov (2),  Russie, Roscosmos.
- Ingénieur de vol 1 : Thomas Marshburn (3),  États-Unis, NASA.
- Ingénieur de vol 2 : Sultan Al Neyadi (1),  Émirats arabes unis, centre spatial Mohammed bin Rashid.